# Alyaksey Yanushkevich
Alyaksey Yanushkevich (tiếng Belarus: Аляксей Янушкевіч; tiếng Nga: Алексей Янушкевич; sinh 15 tháng 1 năm 1986 ở Minsk) là một cầu thủ bóng đá Belarus. Tính đến năm 2017, anh thi đấu cho Shakhtyor Soligorsk.
Yanushkevich ra mắt cho Đội tuyển bóng đá quốc gia Belarus ngày 15 tháng 11 năm 2014, tại vòng loại Euro 2016 trước Tây Ban Nha, thi đấu hết 90 phút.

## Danh hiệu
Shakhtyor Soligorsk
- Vô địch Cúp bóng đá Belarus: 2013–14